# ヌル・アダド
ヌル・アダド（Nur-Adad）は、古代メソポタミアの都市国家・ラルサの王。

## 略歴
低年代説によると、ヌル・アダドは紀元前1801年から紀元前1785年まで、都市国家ラルサを支配していた。
バビロン第1王朝のスム・ラ・エルと同時代の人物である

。
子のシン・イディナムが継承者となった。